# Werner Wolf (Politiker)
Werner Wolf (* 7. Februar 1929 in Berlin; † 19. Februar 2005 ebenda) war ein Berliner Politiker (SPD).
Wolf erlernte den Beruf des Betriebselektrikers. Über den Besuch der Abendschule stieg er zum Ingenieur auf. 1947 trat er der IG Metall bei, gehörte dort dem Betriebsrat an und war Delegierter der Betriebsrätekommission. 1955 trat er in die SPD ein, 1967 wurde er dort Vorsitzender des Kreisverbandes Reinickendorf. Von 1959 bis 1971 gehörte er dem Abgeordnetenhaus von Berlin an, nebenher setzte er seine Tätigkeit als Ingenieur bei der AEG fort.